# Island Def Jam Music Group
The Island Def Jam Music Group — группа лейблов звукозаписи, основанная в 1999 году медиахолдингом Universal Music Group при слиянии двух компаний: Island Records и Def Jam Recordings. Island Def Jam — это один из крупнейших лейблов в мире, работает с огромным количеством исполнителей (более четырёхсот). Владельцем группы компаний UMG и, соответственно, Island Def Jam Music Group является французский конгломерат Vivendi SA. 

Также при слиянии в состав компании были включены персонал, список исполнителей и каталог звукозаписей ещё одного лейбла — Mercury Records. Но с 2007 года Mercury Records ведёт самостоятельную деятельность. 

Даже после объединения в группу, Def Jam Recordings и Island Records продолжают раздельную работу с музыкантами. Лейбл является дистрибьютором Lost Highway Records , который тоже входит в состав UMG.

## Наиболее знаменитые исполнители, работавшие с лейблами
| - Jennifer Lopez - Mariah Carey - Sum 41 - Bon Jovi - Jay-Z - Jon McLaughlin - Ludacris - DMX - The Cranberries | - Def Leppard - The Killers - Melissa Etheridge - Anastacia - Rihanna - Amerie - Hikaru Utada - Fall Out Boy | - Jermaine Dupri - Nas - Jagged Edge - Robert Cray - Sponge - The-Dream - Hoobastank | - Portishead - Ne-Yo - Young Jeezy - LL Cool J - The Rocket Summer - Adrienne Bailon - Kanye West - Justin Bieber |  |